# Corroncui

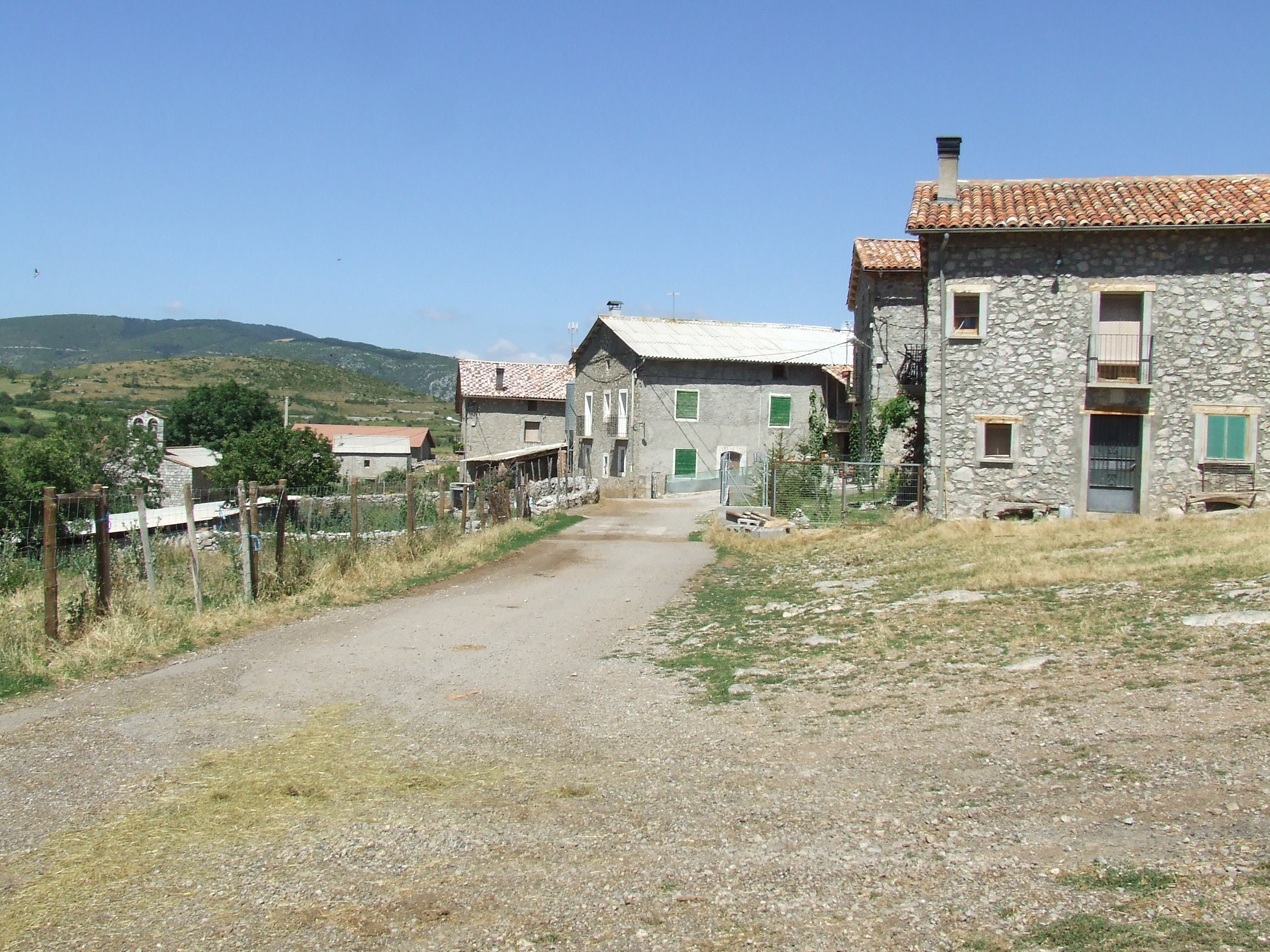
Vista parcial de l'actual poble de Corrroncui

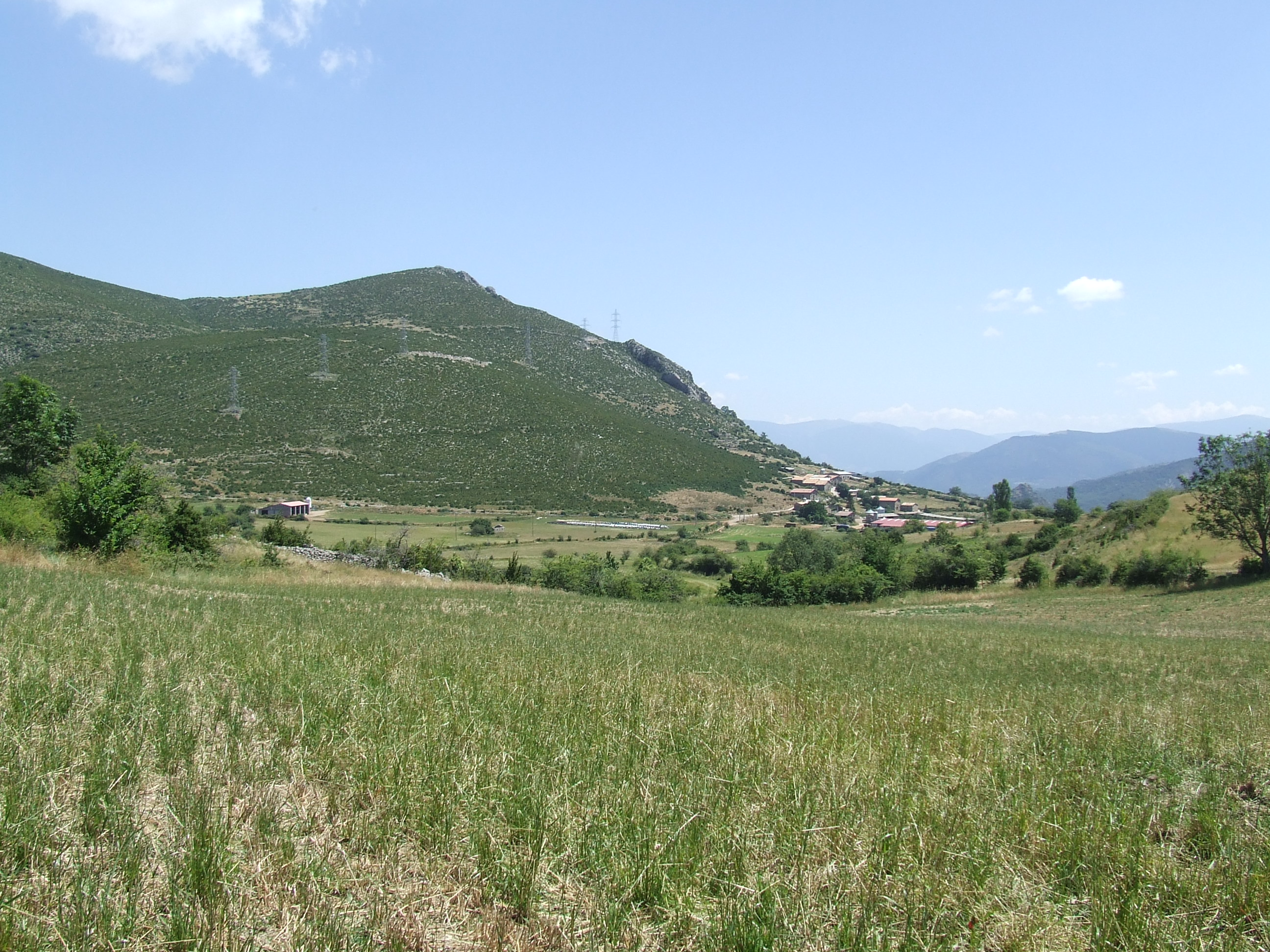
El poble, des de ponent

Corroncui és un poble de la comarca de l'Alta Ribagorça. Pertany al terme municipal del Pont de Suert, dins de l'antic terme de Viu de Llevata. Té 10 habitants.
Està situat al capdamunt de la vall del barranc de Pinyana, un dels que formen el riu de Cadolla, afluent del riu Bòssia, que davalla cap a la Noguera Pallaresa. És a llevant de la vall d'Adons, però no pertany a aquella vall. És als peus de l'extrem sud-oest del Serrat de Santes Creus, a l'esquerra del barranc de Santa Magdalena, origen del de Pinyana, i al nord-est del Serrat de la Girosta. A l'oest-nord-oest de Corroncui hi ha el Tossal del Camp, que separa el planell on es troba Corroncui de la vall del barranc d'Adons.
S'hi accedeix per la Pista de la Creu de Perves a Corroncui, que surt de la N-260 entre Viu de Llevata i Perves, al Coll de la Creu de Perves. Des de Corroncui arrenca una altra pista cap a llevant, la Pista de Pinyana, que mena al poble de Pinyana, on enllaça amb la Pista de Cadolla, la qual, per Cadolla i Naens, arriba a Senterada.
La primitiva església parroquial de Corroncui, dedicada a santa Maria, era romànica, i fou desmuntada en part per bastir la moderna parròquia del mateix nom, que, en part, és també romànica. Fora del nucli de població hi ha, encara, les ermites de Santa Magdalena i de Sant Nicolau.
Tot i que permanentment Corroncui no conserva cap habitant, hi ha més de mitja dotzena de cases encara senceres i en bon estat, amb habitatge esporàdic segons les èpoques de l'any. Tal com va recollir Glòria Francino, les cases de Corroncui, la major part darrere els mots Ca de, eren les següents: Carmela, Carrasco, Casaler, Castell, Coniller, Cònsul, Farrando, Guillem, Lluçà, Llúcia, Manelo, Mariol, Pallars, Ramon, Recallers, Recamora, Sastre, Vicent i Xep de Ramona (o, senzillament, Ramona), a més de la Caseta, al poble vell, la casa de Benés, actualment desapareguda, i les cases separades del poble de Carlí, desapareguda, Gabriel, Masover i quatre cases més a la Bastideta de Corroncui.

## Corroncui Vell
A poca distància al nord-est de l'actual poble de Corroncui, hi ha les restes del poble vell, que davalla des d'una balma situada en el vessant de migdia de la Roca del Molar cap al poble actual. A la part més alta, la balma acull encara les restes de la font pública del poble, així com els esquelets de moltes cases, enrunades totes. Entre aquestes restes hi ha també les de l'església vella.
| Restes del poble vell de Corroncui    | Restes del poble vell de Corroncui               | Restes del poble vell de Corroncui            | Restes del poble vell de Corroncui |
| ------------------------------------- | ------------------------------------------------ | --------------------------------------------- | ---------------------------------- |
| La balma que arrecerava el poble vell | Una altra vista de la balma, amb restes de cases | Balma i restes de cases, des d'un altre angle | Vista general de Corroncui Vell    |
| La balma que arrecerava el poble vell | Una altra vista de la balma, amb restes de cases | Balma i restes de cases, des d'un altre angle | Vista general de Corroncui Vell    |

## Història
En diversos documents del segle xviii consta com a pertanyent a la baronia de Claret.
Pascual Madoz parla de Corroncuy y Bastideta en el seu Diccionario geográfico... del 1849. Agrupa els dos pobles de Corroncui, i descriu Corroncui dient que és damunt d'una roca, dominada pel costat nord per la serra del Pla del Mont; està perfectament ventilat, i el clima és sa. Tenia 14 cases agrupades, d'una sola planta i de mala construcció, formant cos de població, però sense ordre de carrers. L'església, dedicada a la Concepció, és annexa de Pinyana, a una hora de distància. A mitja hora curta hi havia 3 cases denominades la Bastideta de Corroncui, d'una sola planta i mala construcció, que semblaven més barraques que cases. A un quart d'hora, a més, hi havia la capella de Santa Magdalena. Una font escassa, a mitja hora de distància, abasteix d'aigua els veïns de la població.
El terreny és aspre, pedregós i en general de mala qualitat; no se'n conrea més que una part molt petita, i els arbres del terme només donen per a llenya. S'hi produïa sobretot blat, sègol, ordi, civada, mestall i patates, i s'hi criaven ovelles i cabres forasteres, en els prats que lloguen a l'estiu. Hi havia bovins i mules per als treballs del camp. Hi havia caça de perdius i conills, i altres animals perjudicials. La població era de 19 veïns (caps de família) i 116 ànimes (habitants).